# Arthur Stockhoff
Arthur Martin Stockhoff (San Luis, 19 de noviembre de 1879-San Luis, 20 de octubre de 1934) fue un deportista estadunidense que compitió en remo. Participó en los Juegos Olímpicos de San Luis 1904, obteniendo una medalla de oro en la prueba de cuatro sin timonel.

## Palmarés internacional
| Juegos Olímpicos | Juegos Olímpicos          | Juegos Olímpicos | Juegos Olímpicos   |
| Año              | Lugar                     | Medalla          | Prueba             |
| ---------------- | ------------------------- | ---------------- | ------------------ |
| 1904             | San Luis (Estados Unidos) | Medalla de oro   | Cuatro sin timonel |